# Планер
Планер (на френски: planeur; от латински: planum – „плоскост“), наричан също глайдер (от английски: glide – „плъзгам“) е безмоторен летателен апарат по-тежък от въздуха, с неподвижно крило. Лети от създаваната подемна сила на насрещния въздушен поток, което го прави силно зависим от възходящите въздушни потоци.
В България „планер“ като понятие често се отъждествява само с безмоторния самолет. Специалистите в редица случаи наричат планер силовата конструкция на летателния апарат без двигателите. Пример за планер е познатия на всеки от детството хартиен самолет.
Наблюденията на полета на птиците са подтикнали към построяването на махолети и цяло семейство летателни апарати (безмоторен самолет, делтаплан, параплан), използващи начините на свободния полет (планиране във възходящите потоци, засилване и излизане от пикиране).

## История
Доказателства за съществуване на планери в Древен Египет (2500 – 1500 г. пр.н.е.) представя Исидор Уилям Дейчес.
Емануил Сведенборг (1688 – 1772) прави скици на планер приблизително в 1714 г. През 1853 г. е конструиран първият планер, вдигнал човек във въздуха. Конструктор е сър Джорд Кейли (1773 – 1857).
На границата на XIX – XX век най-известният създател на планери е Ото Лилиентал. Създавайки и изпитвайки множество планери, успява да създаде удачна конструкция на балансиран планер с добри полетни характеристики.

## Планеризъм в България
Васил Златаров е началник на първата в България въздухоплавателна команда към ІІ пионерска дружина в София. Преминал обучение по летене с балон в Учебния въздухоплавателен парк в Гатчино край Петербург, той и Харалампи Джамджиев през 1904 г. построяват двуплощни хвърчила („хараграфов“ тип) и няколко сравнително малки, но стабилни и сигурни в полет планери. С тях Златаров извършва показни полети по склоновете на Софийския военен лагер, с което той е първият българин, който лети с безмоторен самолет и поставя началото на безмоторното летене в България.
В края на 1925 година в Държавната аеропланна работилница в Божурище са построени 2 безмоторни самолета. 1926 година се смята за начало на организираното безмоторно летене в България. На летище Божурище се организира обучение и практически занятия с летци, техници и курсанти за овладяване техниката на безмоторното летене.
Радетел за масовизиране на този спорт и организатор на обучението е капитан Георги Дреников, който провежда първия курс за безмоторно летене през септември 1931 година на хълма Църква северно от тогавашното село Симеоново, в непосредствена близост до Американския колеж. През 1935 година, след обучение в Германия, майор Дреников получава лиценз за безмоторен летец и инструктор по безмоторно летене. През същата година организира първото Училище за безмоторно летене в България с името „Рилски орел“. Първото олимпийско отличие по този спорт е спечелено от майор Дреников на XI олимпиада в Берлин през 1936 година. На 4 август с полски безмоторен самолет „Комар“, наречен „Рилски орел“, той завоюва бронзов медал. Безмоторното летене не е считано за олимпийски спорт, но тъй като е германски национален спорт, на победителите са връчени олимпийски отличия.
В зората на безмоторното летене най-високото отличие, получено от български спортист, е сребърният медал на майор Георги Дреников, завоюван на Първото световно първенство по безмоторно летене през юли 1937 година във Васеркупе, Германия.
След Втората световна война планерният спорт е застъпен широко в аероклубовете на ДОСО за обучение на спортисти във въздушните спортове. За първоначално обучение и високо спортно майсторство са използвани предимно полски и чешки планери. В края на ХХ век структурите за обучение са закрити и тази дейност се провежда от създадени частни школи-клубове за въздушни спортове.

## Планеризъм по света
Масовото производство на планери и обучение на безмоторни летци започва през 20-те години на ХХ век, когато настъпва истински бум за създаването на планерни училища. Множество пилоти от Втората световна война започват своя път в такива школи. След завършване на войната достъпността и относително ниската цена спомагат за широкото разпространение и практикуване на планерния спорт, наричан планеризъм.
За доставка на планера до мястото за начало на свободния полет се използва летателен апарат от друг вид, малък собствен двигател с вътрешно горене,или устройство с малък ресурс (като барутен двигател или катапулт). За стартиране се използва наземна лебедка с дълго въже, както и старт от подветрения склон на планина с еластично въже, прилаган основно за планери при първоначално обучение.
В днешно време планерният спорт се явява общопризнато и масово увлечение в развитите страни. Съвременните планери, благодарение на достиженията на аеродинамиката и материалознанието, са способни да пролетят 50 km по права от височина 1 km. Опитните планеристи, стартирайки от височина 1 km, като използват възходящите термални потоци, са способни да преминават стотици километри без нито грам гориво. Рекордът за непрекъснато планиране е с продължителност повече от 3 денонощия с дължина на полета над 2000 километра.
|  | Уикипедия разполага с Портал:Авиация |

Съвременните планери се отличават с голямо разнообразие: от свърхлеки, с тегло няколко десетки килограма до космическите совалки, със стартова маса над 100 тона.